# Jarzeniówka stabilizacyjna

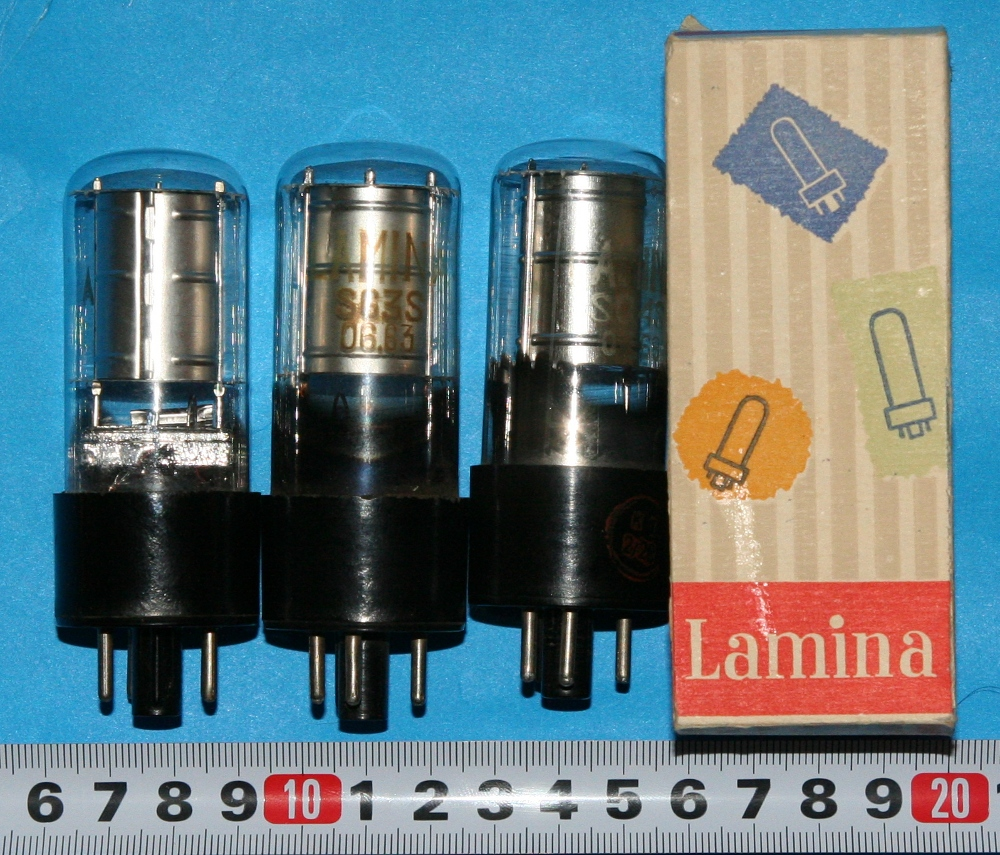
Stabilitrony SG2S, SG3S i SG4S polskiej produkcji (Lamina)

Jarzeniówka stabilizacyjna (także: jarzeniowy stabilizator napięcia, stabiliwolt, stabilitron) to lampa gazowana z zimną katodą służąca do stabilizacji napięcia. Spełniała podobną rolę w układach lampowych jak dioda Zenera w półprzewodnikowych. Obecnie ma znaczenie wyłącznie historyczne.

## Budowa i zasada działania

Przykład charakterystyki napięciowo-prądowej jarzeniowego stabilizatora napięcia

Jarzeniówka stabilizacyjna wykorzystuje fakt małej zależności napięcia wyładowania jarzeniowego od płynącego prądu (na rysunku odcinek BC na charakterystyce). Zbudowana jest z pręta anody otoczonego możliwie dużym cylindrem katody. Katoda wykonana jest z molibdenu, niklu albo glinu i pokryta warstewką metali silnie alkalicznych jak sód, potas czy cez. Całość otoczona jest bańką szklaną wypełnioną mieszanką gazów szlachetnych pod odpowiednim ciśnieniem. Od jej składu i ciśnienia zależy robocze napięcie pracy. Zwykle stabilitrony zaopatrzone są w cokoły typowe dla lamp elektronowych, rzadziej zdarzają się niestandardowe wyprowadzenia elektrod.

## Podstawowe parametry
- Znamionowe napięcie pracy. Stabilitrony były budowane na zakres napięć od 70 V do paru kV.
- Napięcie zapłonu. Zawsze jest większe od napięcia stabilizacji, zwykle o kilkadziesiąt V.
- Minimalny prąd roboczy. Przy zbyt małym prądzie wyładowanie jarzeniowe staje się niestabilne i napięcie stabilitronu wzrasta. Dla typowych lamp wynosił on od kilkudziesięciu μA do kilku mA.
- Maksymalny prąd roboczy – typowo 0,1-80 mA, wyjątkowo większy. Przy zbyt dużym prądzie dochodzi do przekroczenia dopuszczalnej mocy strat i wydajności katody.

## Zastosowanie
- Równoległe parametryczne stabilizatory napięcia w układach niewielkiej mocy. Zasilanie stabilitronu odbywało się przez szeregowy rezystor, a obciążenie było do niego przyłączone równolegle.
- Źródła napięcia odniesienia w układach pomiarowych i stabilizatorach zasilaczy.
- Przesuwniki poziomu we wzmacniaczach prądu stałego.
- Generatory relaksacyjne w elektronicznych instrumentach muzycznych i urządzeniach pomiarowych (na przykład jako generator piłokształtnej podstawy czasu w oscyloskopach).

## Cechy charakterystyczne
- Niektóre stabilitrony posiadają nieużywane styki na cokole połączone zworą. Można je wykorzystać do zabezpieczenia układu przed awarią w razie wyciągnięcia lampy z podstawki.
- Produkowane były także stabilizatory wieloelektrodowe dostarczające kilku napięć. Posiadały one kilka cylindrycznych katod umieszczonych jedna w drugiej.
- Stabilitrony charakteryzują się stosunkowo dużymi szumami własnymi.
- Przy konstrukcji zasilaczy ze stabilitronami włączenie równolegle do lampy kondensatora o zbyt dużej pojemności może spowodować oscylacje relaksacyjne, a nawet jej zniszczenie.
- Dla otrzymania wyższego napięcia stabilizacji można stabilitrony łączyć szeregowo. Nie należy ich łączyć równolegle.

## Oznaczenia typów
Oznaczenia stabilitronów nie były jednorodne, wiele firm produkowało je pod unikatowymi nazwami.
- W USA symbole typów często rozpoczynały się od cyfry „0”, na przykład „0B3”, „0A2”.
- W ZSRR symbole typów rozpoczynały się od liter SG (СГ) i kończyły literą oznaczającą rodzaj cokołu.
- W Europie często stosowano oznaczenie rozpoczynające się od liter StR lub STV, po których następowały dwie liczby: napięcie(V)/prąd(mA), na przykład STV108/30.
- W Polsce stabilitrony typów SG2S (75V, 5-40 mA), SG3S (105V, 5-40 mA) i SG4S (150V, 5-30 mA) produkowały zakłady Lamina w Piasecznie. Ich parametry odpowiadały lampom produkcji ZSRR o tych samych oznaczeniach, były one również identyczne konstrukcyjnie. Stosowano je jedynie w sprzęcie profesjonalnym.